# Museo Rosenbach
Museo Rosenbach es el nombre de un grupo de rock progresivo italiano que surgió en los albores de los años 1970, y cuyo álbum "Zarathustra" es considerado una obra maestra, un álbum de culto, no obstante en su momento éste tuvo escaso reconocimiento.

## Historia
Respecto al origen del grupo y su nombre hay numerosas versiones, muchas de las cuales no pueden ser corroboradas.  
A principios de 1973 es lanzado al mercado el único álbum, "Zarathustra", álbum que se inspira en la doctrina del súper hombre de Nietzsche. Este álbum se refuerza ideológicamente como un álbum de estilo parecido de otro grupo italiano, Banco Del Mutuo Soccorso.
La primera alineación del grupo abarca de los años 1971 a 1973, cuando graban el mencionado álbum. Oficialmente, Zarathustra es su único trabajo discográfico, si bien con posterioridad, y ya desaparecida la banda, aparecerían varios otros discos, algunos en vivo, con muy pobre calidad de sonido, y de interés sólo para fanes del género o del grupo; tales grabaciones no aportarían ya ningún mérito al trabajo de estudio del grupo, y el interés podría estar del lado de la historia musical.

## Alineaciones

### Alineación de 1973
Como en muchos casos, los miembros del grupo provenían de otras agrupaciones musicales, las cuales pasaron sin pena ni gloria.
- Stefano Galifi - voz
- Enzo Merogno - guitarra, voz
- Pit Corradi - teclados
- Alberto Moreno - bajo, piano, melotrón
- Giancarlo Golzi - batería, percusión, voz

Una mención especial merece Leonardo Lagorio, futuro miembro del grupo Celeste, quien tocaba el saxofón y la flauta, y que a la postre no fue incluido en la alineación definitiva del grupo en las sesiones de grabación de su único álbum.

### Alineación actual
- Alberto Moreno - bajo y melotrón
- Giancarlo Golzi - batería
- Stefano "Lupo" Galifi - voz principal
- Andy Senis - bajo y voz
- Fabio Meggetto - teclados
- Max Borelli - guitarra
- Sandro Libra - guitarra

## Discografía
- Zarathustra (1973)
- Live '72 (1992 - en vivo)
- Rare and Unreleased (1992 - demos y algunas piezas previamente inéditas)
- Exit (2000)
- "Fiore di Vendetta" canción en Kalevala (2003).
- Barbarica (2013)
- Live In Tokyo (2014)

## Zarathustra. Una reseña
Zarathustra es el único disco que en los hechos grabó este grupo. Se trata de una portentosa suite con influencias del jazz, jazz-rock, rock progresivo, y música sinfónica, con múltiples matices, cambios de ritmo, y asombrosas progresiones musicales, interpretado con maestría y virtuosismo incomparable, haciendo de cada instrumento en los hechos auténticos solistas, a la manera de una suite concertante.
Para juzgar este disco hay que considerar el hecho de que se trata en los hechos no de una musicalización de poemas de Nietzsche, sino de una auténtica lectura del Zarathustra, es decir, de una interpretación libre pero rigurosa del texto filosófico, hecha de manera sistemática, acompañada de una música poderosa, llena de melodías autoritativas, que como el texto filosófico, no solicita el permiso del escucha para presentar su mensaje. A eso hay que agregar la poderosa y autoritativa voz de Stefano Galifi, que junto con un acompañamiento instrumental vigoroso le da al conjunto un sello distintivo único, que ha hecho que el sonido del disco se mantenga actual, incluso habiendo pasado el nuevo milenio.
Estas son las partes del disco, incluyendo las letras, las partes de la suite inicial, y la duración de cada una de ellas:
1. Zarathustra (20:49)
a) L'ultimo uomo
Volto di luce, mi hanno parlato di te,
la tua storia è nell’eco dei monti,
troppo in alto per scendere in noi.
Nel tuo eterno cammino quello che insegui non c’è;
senza un fine può esistere la vita.
Si completa nell’arco di un giorno.
Misera ombra, vuoto riflesso dell’io
non ti serve capire la forza che mi spinge a cercare nel mondo.
Chiara essenza divina già si nasconde in chi sta vivendo
il gioco del tempo nell’attesa di un’alba diversa.
b) Il re di ieri
No, non continuare il cammino per le strade che non hanno fine;
tu già vedi in me quello che mio padre, Dio, ti insegnò.
Forse nemmeno tu credi a quello che non ti creò mai.
Ama la tua terra, nel suo ventre Dio si formerà.
c) Al di là del bene e del male
Tavole antiche,
divini voleri
hanno diviso nel tempo
già il bene dal male.
L’uomo da solo lontano da Dio
non può costruirsi la propia morale.
Fuggi la tua volontà.
Sotto quei veli,
falsa saggezza,
viene insultata la verità.
Dalla morale che tu hai creato niente si innalzerà.
Cieco nel dogma della tua fede
perdí la scelta di libertà.
Grigio tramonto di luci antiche l’ultimo uomo avrà.
d) Superuomo
Ma troppe risposte confondono una vita antica.
Mille tradizioni hanno costruito un muro intorno a me.
Solo e senza forze mi perdo nelle mie parole
e forse chi cerco ha camminato sempre accanto a me...
Ecco nasce in me,
vivo il Superuomo.
e) Il tempio delle clessidre - Instrumental 
2. Degli Uomini (4:04)
Sangue, comandi, bandiere, città,
grida di gioia, dolore…. Perché?
Come l’autunno il mondo vuol sfiorire,
offre al cielo spade calpestando la lealtà.
Cresce ed uccide nel tempo la sua umanità.
3. Della Natura (8:30)
Cade quiete sulla notte,
vergine nel propio manto.
Tace il mondo e in lui
rivive l'ansia e la paura
che il silenzio con il suo vuoto riaccende,
sospetto ed infido nel buio.
Il terrore, gravido com’è di magia
fa tornare nella mente
solo il volto della morte.
Vivo invece [solo] in questa realtà
che forte pulsa nella corsa
di una stella certa di poter tramontare
e in un mare di fontane stanche, nella pace.
Credo e sento: questa è la libertà,
un fiume, il vento e questa vita.
Il silenzio è il canto della vera poesía.
Un bimbo nasce questa notte: sono io.
I miei occhi sono stanchi,
sento ormai che dormirò.
L’alba nasce dalla quiete,
vergine nel propio manto,
vive e freme già.
4. Dell'Eterno Ritorno (6:18)
Strani presagi accendono dubbi mai posti!
Lego il mio nome alla vita, alla morte, alla gloria?
Purtroppo è destino che io non riceva alcuna risposta,
se credo veramente in me.
Vita mi chiedi se io ti ho servita fedele;
di fronte alla morte non ho reclinato mai il capo.
Nemmeno per gloria ho reso sprezzante o altero il mio viso.
Ho chiuso degnamente un giorno.
Ma in questo spazio in cui tramonto un altro giorno rinascerà
e Zarathustra potrà trovare le stesse cose qui.
Ma per quante volte ancora lo stesso sole mi scalderà?
Ma per quante notti ancora la stessa luna io canterò?
Non posso più cercare una vía poiché la stessa ricalcherò.
Muoio, senza sperare che poi qualcosa nasca qualcosa cambi.
Ormai il mio futuro è già là,
la strada che conoscerò porta dove l’uomo si ferma
e dove regna il Ritorno Eterno.
La primera pieza es una intensa y extensa suite sinfónica dividida en cinco partes, que toma como punto de partida, justamente, el Zarathustra nietzscheano, retomando las ideas básicas del texto y de los conceptos elaborados y expuestos por el filósofo en esta obra. A la extensión de esta primera suite corresponde una rigurosa escritura lírica que no se preocupa por la métrica ni por la rima, sino por el rigor expositivo de las ideas de Nietzsche sin pasar por alto los aspectos torales de su filosofía. De hecho, todos los conceptos filosóficos nietzscheanos son presentados con un rigor expositivo casi podría decirse que académico, sintéticamente reducidos a su más pura esencia. Un ejemplo perfecto es la teoría nietzscheana del eterno retorno, que es expuesta en la última pieza del disco, "Dell'eterno ritorno", una magistral pieza en estilo suite, con diversos cambios de ritmo y tempo, en donde el melotrón suena al inicio como una flauta
Al respecto, conviene señalar que quienes suelen escuchar el disco lo suelen hacer desde un doble desconocimiento, si no es que triple: desconocimiento musical, desconocimiento lingüístico y desconocimiento filosófico. De esta forma, la valoración resulta sumamente subjetiva y pobre. Pero al conjuntar el aspecto altamente melódico del disco, con el contenido filosófico del pensamiento del filósofo da como resultado una obra que por su solidez conceptual no tiene parangón en la historia del rock, y que en parte le da su enorme fuerza y potencia sonora. No existe una adaptación de obra alguna tan sólidamente realizada y hecha a tan profundo nivel como ésta, considerando que no se trata sólo del aspecto literario de una obra sumamente compleja y no lineal.
Si el aspecto literario de las partes cantadas es de una enorme fuerza expresiva, demostrando con ello que quien haya escrito las letras poseía un profundo conocimiento del pensamiento del filósofo, hay que agregar el aspecto de la poderosa y distintiva voz de Stefano Galifi, que en su tono áspero y desgarrador auxilia muy sólidamente los textos. Y la interpretación musical del grupo, que utiliza cada instrumento como la sección de una orquesta, con virtuosismo insuperable, lleno de matices, sutilezas, cambios atmosféricos, tímbricos y de tempo y ritmo, hacen de esta grabación un disco que impacta poderosamente al escucha.
Destacan partucularmente el baterista, Giancarlo Golzi, cuyo poder y virtuosismo lo colocan en un sitial no sólo destacado, sino prácticamente único, pues nunca como en este disco, la batería ocupa un sitio tan destacado en un conjunto musical de rock, al grado de convertirse no en una simple comparsa que marca el ritmo junto con el bajo, sino que despliega una cantidad de recursos rítmicos y tímbricos pocas veces usados no sólo con tal brillantes, sino con tal profundidad y virtuosismo constante. Por su parte, los otros instrumentos que adoptan un carácter de igual intensidad son el piano y el melotrón, que juntos no sólo marcan las bases melódicas del álbum, sino que en los hechos son los que le otorgan su carácter abiertamente sinfónico, y en el caso del melotrón, con sus sonoridades parecidas a la flauta, le dan ese carácter por momentos etéreo, como de sueño, a pasajes de enorme poeticidad y elevado lirismo. 
Por su parte, las guitarras acústicas y eléctricas y el bajo, conforman un triángulo sonoro que enmarca la fluidez melódica de los teclados, y con la batería funden una todo que permite una solidez estructural de enorme eficacia y poder sonmoro. Notable resulta el pasaje en el que el melotrón y la guitarra en asomrbosas isonancias anuncian de hecho el contraste virtuosístico in crescendo de la parte conclusiva de la pieza, en un magistral tutti orquestal que acompaña, previa la conclusión, una exposición enormemente virtuosística de un triple redoble de la batería, algo prácticamente inédito en la historia del rock.
Se trata de un álbum conceptual, al estilo de la época en Italia que, pese a algunos parentescos con otros grupos, en realidad posee un sonido único, en parte proporcionado por el uso extenso del melotrón y del piano, que le dan un sonido verdaderamente sinfónico. Es este uso tan particular de los instrumentos que algunos grupos italianos supieron darle a sus interpretaciones lo que a la postre no sólo ha convertido a este tipo de agrupaciones musicales en objeto de culto, sino ha generado una nueva distinción muy específica del tipo de rock progresivo que hacían, y que es el llamado rock sinfónico progresivo italiano (Symphonic Italian Progressive Rock).
Estas características estilísticas y compositivas le han otorgado un sitio muy especial en la historia del rock progresivo italiano, y es considerado por muchos como una auténtica obra maestra del género en términos estrictamente musicales. Si a ello sumamos el tema, al forma en que éste es expuesto, el disco adquiere una dimensión única, con elevadísimos tonos líricos y una belleza poderosísima, que no ha perdido un ápice de su belleza y fuerza originales a más de 30 años de su grabación.

## Ediciones del disco

### Ediciones en vinyl
El disco original fue editado por Ricordi (SMRL 6113) en una edición en formato libro, que incluía la foto de los integrantes del disco y las letras, impreso en papel rododendro, que le dio al disco un carácter único al tacto. Fue editado en mil copias en 1973, algunas de las cuales lograron salir al extranjero, habiendo escasos ejemplares en buen estado en algunos países como México y Japón (es imposible saber en cuánto tiempo se habrá agotado dicha primera edición). Posteriormente fue reeditado en Japón por King Record Ltd. (King K22P280) reproduciendo todo el arte original, incluyendo la impresión en papel rododendro y el diseño de interiores del disco en formato doble. Esta edición tuvo mucho más difusión y es por la cual muchos, fuera de Italia, lograron conocer al grupo. Esta edición apareció a finales de los años 1970 o principios de 1980. La King Record Ltd igualmente reeditó el álbum en formato sencillo, ya sin el papel rododendro, y sin el arte de interiores. Posteriormente se editó una versión coreana en formato de disco sencillo, sin el arte de interiores ni ningún registro, y probablemente sin permiso, de la edición japonesa.
En 1990 Contempo Records lo reeditó, sobre cartulina no texturizada, reproduciendo el arte original de portadas exteriores e interiores. Dos años después, en 1992, Mellow Records, una disquera italiana que se dedicó a reeditar prácticamente todos los discos de rock progresivo italiano de la década de 1970, hizo una reimpresión del disco, esta vez respetando la impresión sobre papel rododendro del disco original.

### Ediciones en CD
Tanto Contempo Records (1990) como Ricordi (1993) y BMG (2000) hicieron reediciones del disco en el formato mucho más pequeño con sonido digital. Ninguno de ellos fue editado en papel texturizado, si bien la foto del disco mostraba el texturizado original en las partes blancas de la foto.
Por su parte, King Record Ltd reimprimió el disco tanto en el formato tradicional, en caja de plástico (1982), como en minidisco(2007), es decir, en una edición en cartón que reproduce todo el arte original del disco, incluyendo la impresión en papel de rododendro, lo que lo convierte en una joya de colección que vale su precio en oro. No existe una edición similar en Italia.